# Tringa ochropus

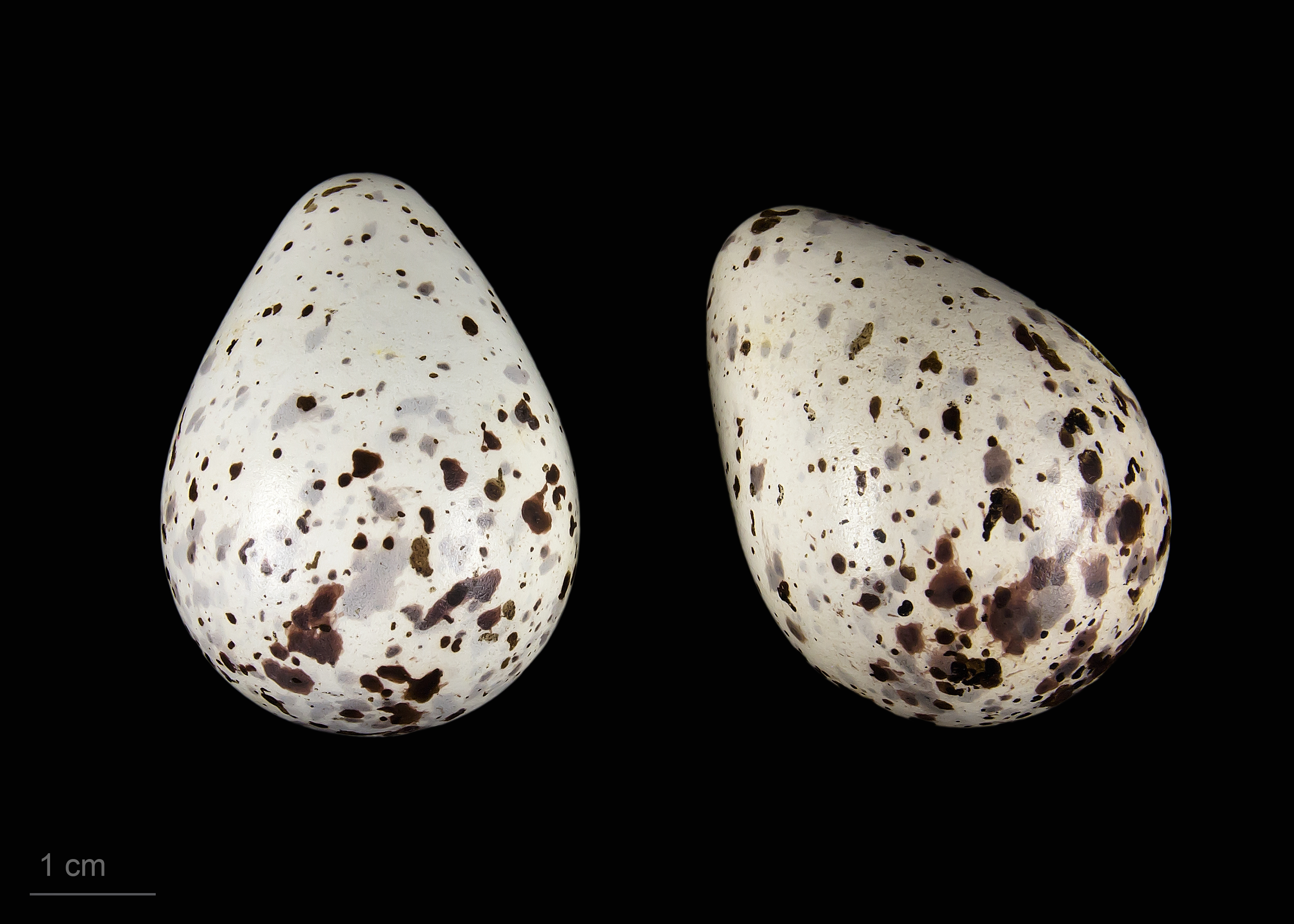
Tringa ochropus - MHNT

El andarríos grande (Tringa ochropus) es una especie de ave Charadriiforme de la familia Scolopacidae. Es un ave fluvial, de aspecto delicado y elegante, con patas y pico muy largos. Es un ave limícola.

## Descripción
Ave entre los 24 y 26 cm. Con el plumaje dorsal de color pardo verdoso, con moteado blancuzco, ceja fina y partes inferiores blancas; pico oscuro de base verdosa, patas verdosas. Sin dimorfismo sexual.

## Distribución
Especie monotípica de distribución paleártica central y septentrional, En España, no nidifica, migrante abundante e invernante moderado.

## Hábitat
Orillas de ríos y proximidades de arroyos y también en marismas, lagunas, a veces también en las costas. 